# بيت العبادي (يافع)
ونسبهم يعود إلى ال باعباد حضرموت وهم من بني امية بيت العبادي هي إحدى قرى عزلة لبعوس بمديرية يافع التابعة لمحافظة لحج، بلغ تعداد سكانها 108 نسمة حسب تعداد اليمن لعام 2004.